# Villa di Poggio Petroio
La Villa o il Castello di Petroio è situata nella omonima località del comune di Tavarnelle Val di Pesa.
Il castello, di cui oggi non restano che pochi resti, nel 988 era uno dei castelli della Val di Pesa di proprietà della famiglia Visdomini a cui appartenne San Giovanni Gualberto, che secondo alcuni autori nacque proprio a Petroio nel 985, secondo altri più tardi.
Successivamente, con l'adiacente chiesa parrocchiale di San Gemignano (oggi soppressa, ma facente parte del piviere della Pieve di Santo Stefano a Campoli), divenne signoria dei Buondelmonti, del ramo di Rosso.
Nel 1302 il castello fu distrutto dai Neri aiutati da Carlo di Valois conte d'Angiò, fratello di Carlo IV. Riedificato, nel XVI secolo fu trasformato in una villa, appartenuta alla famiglia Zanobi ed acquistata alla fine del XIX secolo dall'avvocato fiorentino (ma di origine pesciatina) Nob. Lazzaro Martini, da cui discendono gli attuali proprietari, la famiglia Conti. 
Sottoposta a importanti ristrutturazioni nel corso degli ultimi due secoli, vi si conservano due torri con un bel rivestimento murario a ciottoli di fiume disposti a filaretto.